# Владимиров Леонід Володимирович
Леоні́д Володи́мирович Влади́миров (справжнє прізвище Фінкельштейн, псевдонім Л. Донато; 22 травня 1924, с. Дахнівка, Черкаська область, Українська РСР — 22 грудня 2015, Лондон, Велика Британія) — радянський журналіст, письменник, перекладач, дисидент.

## Біографія
В 1925 році сім'я переїхала до Ленінграда. У 1940 році батьки розлучилися, після чого Леонід з матір'ю переселилися в Москву.
В 1943-му вступив до Московського авіаційного інституту.
У серпні 1947 року заарештований за доносом і засуджений до семи років таборів. Звільнений достроково й повністю реабілітований в 1953 році після смерті Сталіна. Після звільнення продовжив навчання в Московському автомеханічному інституті. У 1955 році, після закінчення навчання, працював на московському заводі малолітражних автомобілів майстром цеху моторів. У цей час друкувався, потім перейшов на роботу в заводську газету «За советскую малолитражку». Дістав запрошення до відділу промисловості «Московской правды», потім працював у журналі «Семья и школа». З 1960 по 1966 завідував відділом у журналі «Знание — сила».

## Втеча з СРСР
29 червня 1966 року під час поїздки в Англію звернувся до англійського уряду з проханням про надання політичного притулку. Публікувався в «Sunday Telegraph», з 1966 по 1979 рік працював на радіо «Свобода». З 1979 по 2006 рік працював на Російській службі BBC. З 1987-го був співведучим радіопередачі Сєви Новгородцева «Сєваоборот».
У 1972 році переклав російською мовою книгу Роберта Конквеста «Великий терор». Переклад був виданий в Італії під фіктивними вихідними даними.